# نادي سانتوس (جنوب إفريقيا)
	نادي سانتوس لكرة القدم (بالإنجليزية: Santos Football Club)‏ هو ناد كرة قدم جنوب إفريقي يقع في كيب تاون، تأسس عام 1982 ويلعب حالياً في الدرجة الثانية.